# Mesabolivar fluminensis
Mesabolivar fluminensis là một loài nhện trong họ Pholcidae. Loài này được phát hiện ở Brasil.